# Guaduella oblonga
Guaduella oblonga är en gräsart som beskrevs av John Hutchinson och Clayton. Guaduella oblonga ingår i släktet Guaduella och familjen gräs. Inga underarter finns listade i Catalogue of Life.